# Kanton Cuers
Kanton Cuers is een voormalig kanton van het Franse departement Var. Kanton Cuers maakte deel uit van het arrondissement Toulon en telde 18.196 inwoners (1999). Het werd opgeheven bij decreet van 27 februari 2014, met uitwerking op 22 maart 2015. Drie gemeenten werden overgeheveld naar het nieuwe kanton Garéoult, Cuers zelf werd opgenomen in het kanton Solliès-Pont.

## Gemeenten
Het kanton Cuers omvatte de volgende gemeenten:
- Carnoules
- Cuers (hoofdplaats)
- Pierrefeu-du-Var
- Puget-Ville